# Эвено-Бытантайский национальный улус
Эве́но-Бытанта́йский национа́льный улу́с (район) (эвен. Эвэн Бытантай буган якут. Эбээн Бытантай улууһа) — административно-территориальная единица (улус или район) и муниципальное образование (муниципальный район) в Республике Саха (Якутия) Российской Федерации.
Административный центр — село Батагай-Алыта.

## География
Эвено-Бытантайский национальный улус (район) расположен на севере Якутии, за Северным полярным кругом, между реками Леной и Яной. Запад района занимает Верхоянский хребет, северо-восток — хребет Кулар. Является одним из самых труднодоступных районов Якутии. Площадь Эвено-Бытантайского района — 52 297,72 км², что составляет приблизительно 1,7 % от общей площади Якутии. По площади данный район крупнее 34 из 85 регионов России, а также некоторых стран мира. Так, по площади Эвено-Бытантайский район займёт промежуточное положение между двумя славянскими странами Хорватией (56,5 тыс. км²) и Боснией и Герцеговиной (51,1 тыс. км²).
Эвено-Бытантайский район (улус) граничит с другими районами (улусами) Якутии:
- на севере — с Булунским,
- на востоке — с Верхоянским,
- на юге — с Кобяйским,
- на западе — с Жиганским.

## История
Эвено-Бытантайский улус (район) является самым молодым по времени образования из ныне существующих в республике. Постановлением Президиума Верховного Совета Якутской АССР от 21 апреля 1989 года из состава Верхоянского района выделен и образован Эвено-Бытантайский национальный улус (район).

## Население
| 2002  | 2007  | 2009  | 2010  | 2011  | 2012  | 2013  | 2014  | 2015  |
| ----- | ----- | ----- | ----- | ----- | ----- | ----- | ----- | ----- |
| 2761  | ↗2787 | ↘2785 | ↗2867 | ↗2868 | ↘2816 | ↘2803 | ↘2790 | ↗2798 |
| 2016  | 2017  | 2018  | 2019  | 2020  | 2021  | 2022  | 2023  |       |
| ↘2778 | ↗2782 | ↗2813 | ↗2827 | ↗2845 | ↗2913 | ↗2916 | ↗2948 |       |

### Национальный состав
| № |                           | Численность населения, чел. (2010) | % от всего | % от указавших национальность |
| - | ------------------------- | ---------------------------------- | ---------- | ----------------------------- |
|   | всего                     | 2867                               | 100,00 %   |                               |
| 1 | Эвены                     | 1521                               | 53,05 %    | 53,16 %                       |
| 2 | Якуты                     | 1272                               | 44,37 %    | 44,46 %                       |
| 3 | Русские                   | 25                                 | 0,87 %     | 0,87 %                        |
| 4 | Эвенки                    | 16                                 | 0,56 %     | 0,56 %                        |
|   | Другие                    | 27                                 | 0,94 %     | 0,94 %                        |
|   | указали национальность    | 2861                               | 99,79 %    | 100,00 %                      |
|   | не указали национальность | 6                                  | 0,21 %     |                               |

## Муниципально-территориальное устройство
Эвено-Бытантайский национальный улус (район), в рамках организации местного самоуправления, включает 3 муниципальных образования со статусом сельских поселений (наслега):
| № | Муниципальное образование  | Административный центр | Количество населённых пунктов | Население (чел.) | Площадь (км²) |
| - | -------------------------- | ---------------------- | ----------------------------- | ---------------- | ------------- |
| 1 | Верхне-Бытантайский наслег | село Джаргалах         | 1                             | ↘237             | 11 621,71     |
| 2 | Нижне-Бытантайский наслег  | село Кустур            | 2                             | ↘723             | 20 338,00     |
| 3 | Тюгясирский наслег         | село Батагай-Алыта     | 1                             | ↗1953            | 20 338,01     |

### Населённые пункты
В Эвено-Бытантайский национальный улус входят 4 населённых пункта.
| № | Населённый пункт | Тип  | Население | Муниципальное образование |
| - | ---------------- | ---- | --------- | ------------------------- |
| 1 | Алы              | село | →0        | Нижне-Бытантайский наслег |
| 2 | Батагай-Алыта    | село | ↗1953     | Тюгясирский наслег        |
| 3 | Джаргалах        | село | ↘237      | Верхнебытантайский наслег |
| 4 | Кустур           | село | ↘723      | Нижне-Бытантайский наслег |

Упразднённые населённые пункты:
- 1998 год — поселки Кубалах Нижнебытантайского наслега и Эмендерян Тюгесирского наслега[26].

## Экономика
Основными отраслями хозяйства являются оленеводство, мясное табунное коневодство и пушной промысел.